# Max Goedkoop
Max Goedkoop (Amsterdam, 7 november 1928 – 11 april 2017) was een Nederlands voetballer.

## Biografie
Max Goedkoop was de zoon van Andries Goedkoop en Maria Hendrika Benjamens. Hij trouwde op 30 juni 1954 met Neeltje Spel.
Hij speelde van 1953 tot 1956 bij AFC Ajax als rechtsbinnen. Van zijn debuut in het kampioenschap op 25 januari 1953 tegen VSV tot zijn laatste wedstrijd op 19 mei 1956 tegen Fortuna '54 speelde Goedkoop in totaal 8 wedstrijden en scoorde één doelpunt in het eerste elftal van Ajax.

## Statistieken
| Club  | Seizoen | Competitie | Competitie | Beker | Beker | Totaal | Totaal |
| Club  | Seizoen | Wed.       | Dlp.       | Wed.  | Dlp.  | Wed.   | Dlp.   |
| ----- | ------- | ---------- | ---------- | ----- | ----- | ------ | ------ |
| Ajax  | 1952/53 | 5          | 1          | -     | -     | 5      | 1      |
| Ajax  | 1954/55 | 1          | 0          | -     | -     | 1      | 0      |
| Ajax  | 1955/56 | 2          | 0          | -     | -     | 2      | 0      |
| Total | Total   | 8          | 1          | -     | -     | 8      | 1      |